# آلا شيشكينا
آلا أناتوليفنا شيشكينا (الروسية: Алла Анатольевна Шишкина ؛ من مواليد 2 أغسطس 1989) هي لاعبة سباحة روسية متزامن. فازت بميدالية ذهبية في مسابقة فرق السيدات في الألعاب الأولمبية الصيفية 2012 ، والألعاب الأولمبية الصيفية 2016 والألعاب الأولمبية الصيفية 2020.